# Lucie Mosterd
Lucie Mosterd is een Nederlandse schrijfster, bekend als moeder van Maria Mosterd die het boek Echte mannen eten geen kaas schreef.
Lucie Mosterd klaagde over de school van haar dochter (de Thorbecke Scholengemeenschap te Zwolle), die zou hebben verzuimd haar te informeren over het vele spijbelen van Maria. Drie jaar lang zou daar tijdens mentorgesprekken niet over zijn gesproken. Tijdens deze spijbeluren zou Maria zich hebben geprostitueerd. Dit zou hebben kunnen plaatsvinden vanwege het onveilige schoolklimaat. De plekken waar geweld was en handel in verdovende middelen, werden niet door een camera bewaakt. Deze klachten werden op 12 juni 2006 gegrond verklaard door de Landelijke Klachtencommissie Onderwijs (LKC). Hierop besloot Lucie Mosterd de school financieel aansprakelijk te stellen. De rechtbank in Zwolle heeft de vorderingen van Maria Mosterd inzake het vermeende tekortschieten van de zorgplicht door de Thorbecke Scholengemeenschap integraal afgewezen. Daarop kreeg Lucie Mosterd veelvuldig kritiek te verwerken. In januari 2009 verdedigde zij zich in een open mail tegenover columnist Özcan Akyol. Een half jaar daarna besteedde Peter R. de Vries aandacht aan het boek Echte mannen eten geen kaas. Daarin zette De Vries uiteen dat het boek volgens hem grotendeels verzonnen was door de dochter van Lucie Mosterd.
Het debuut van haar dochter werd genomineerd voor de NS Publieksprijs 2008 en op 25 februari 2009 verscheen het boek van Lucie: Ik Stond Laatst voor een Poppenkraam. Hierin vertelde Mosterd wat er in die vier jaar in haar omging en hoe zij haar onschuldige kind zag veranderen in een onhandelbare puber die 'Manou' (de loverboy van Maria) in haar gezinsleven liet binnendringen.

## Reactie
Op de inhoud van zowel dit boek, als dat van beide boeken van Mosterds dochter reageerde misdaadjournalist Hendrik Jan Korterink in zijn boek Echte mannen eten wél kaas.
- International Standard Name Identifier: 0000 0003 6888 3076
- Nederlandse Thesaurus van Auteursnamen: 317203606
- Virtual International Authority File: 311178793
- WorldCat: E39PBJckPWV9Vq4WyBJKpVYVmd